# Cavillatrix gymnops
Cavillatrix gymnops är en tvåvingeart som beskrevs av Hiroshi Shima 1996. Cavillatrix gymnops ingår i släktet Cavillatrix och familjen parasitflugor. Inga underarter finns listade i Catalogue of Life.